# Ophiogomphus guangdongensis
Ophiogomphus guangdongensis är en trollsländeart som beskrevs av Chao 1994. Ophiogomphus guangdongensis ingår i släktet Ophiogomphus och familjen flodtrollsländor. Inga underarter finns listade i Catalogue of Life.